# Enel
Pour le personnage de J. R. R. Tolkien, voir Enel (Terre du Milieu).

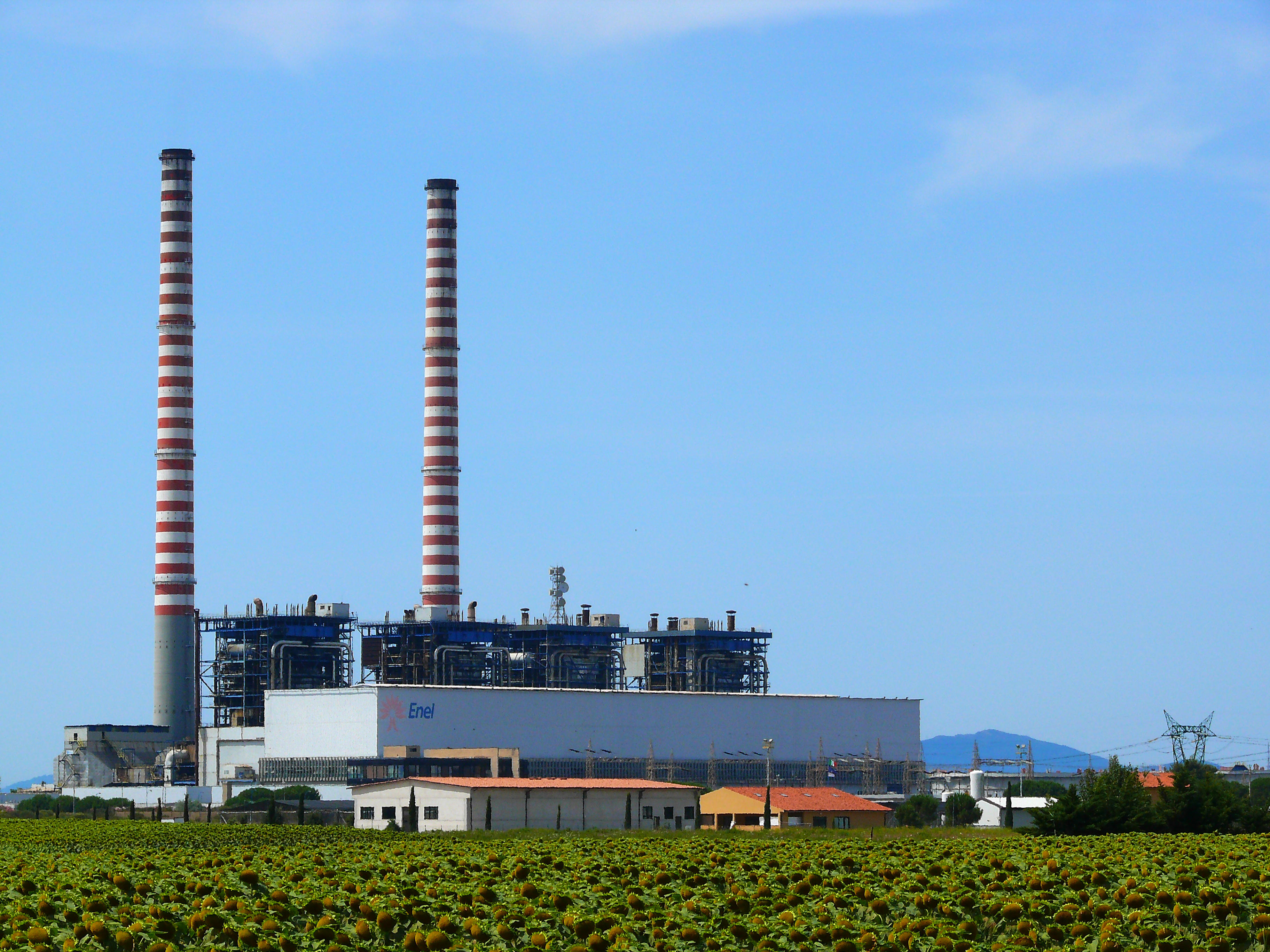
Une centrale d'Enel

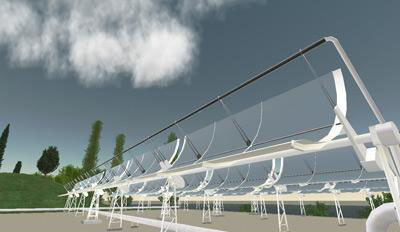
Représentation des miroirs cylindro-paraboliques (concentrateurs solaires) de la centrale Enel de Sicile

Enel (acronyme de l'italien : Ente nazionale per l'energia elettrica) était, jusqu'à sa privatisation en 1999, la société nationale italienne d'électricité ; elle reste le principal producteur d'énergie électrique du pays et en Europe. Elle est également devenue un groupe italien multiservice (électricité, eau, gaz), tout en étant un des poids lourds de la production électrique à l'échelle mondiale, avec 283,1 TWh d'électricité et 7,8 milliards de mètres cubes de gaz vendus en 2014.
Enel est le plus important producteur d'énergie géothermique au monde avec plus de cent ans d'expérience et trente-deux centrales en service en Italie et vingt dans le monde. L'entreprise dispose également des plus importantes centrales photovoltaïques en service en Italie. La première réalisation remonte à 1993 à Serre Persano d'une capacité de 3,3 MW, et va exploiter d'ici à 2008 sa nouvelle unité à Montalto di Castro de 6 MW.

## Histoire

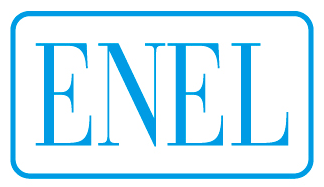
Logo d'Enel (1963-1982)

Créée en 1962 lors de la nationalisation de l'ensemble des producteurs privés d'électricité en Italie (loi du 27 novembre 1962 promulguée sous le gouvernement d'Amintore Fanfani, DC), elle a intégré les grandes sociétés électriques privées du pays :
- SIP (Piémont)[4]
- Edison Volta (Lombardie)[5]
- SADE (Vénétie)[6],[7]
- SEEE (Émilie-Romagne)
- OEG (Ligurie)[8]
- SELT-Valdarno (Toscane)
- SRE (Latium)
- SME (Campanie)
- SGES (Sicile)
- SEC (Calabre)
- Carbosarda (Sardaigne)

Durant la décennie 1980-90, Enel a construit de nouvelles centrales, y compris des centrales expérimentales utilisant différents combustibles alternatifs, pour une réduction progressive de sa dépendance au pétrole qui est passée de 75,3 % en 1973 à 58,5 % en 1985,,.
En 1987, à la suite de la catastrophe de la centrale nucléaire de Tchernobyl, la gouvernement italien a organisé un référendum sur la poursuite du programme nucléaire italien, qui a sanctionné l'arrêt des recherches nucléaires en Italie et la fermeture des centrales existantes, le blocage de la construction de nouvelles centrales nucléaires et la définition d'un nouveau plan énergétique national.
La société Enel S.p.A. a été profondément réformée et la première compagnie publique d'électricité à être privatisée en 1999 à l'occasion de l'ouverture du marché italien de l'électricité prônée par la Commission européenne. Depuis l'ouverture du marché italien et pour satisfaire à la réglementation imposée par Bruxelles, Enel S.p.A. a dû se séparer de centrales en Italie pour 15 000 MW, contrairement à beaucoup d'autres concurrents européens, ce qui l'a obligé à rechercher ailleurs les capacités de production et de développement. Enel S.p.A. produit plus de 50 000 MW à l'extérieur de son territoire national contre 42 000 en Italie.
En 2004 Enel annonce un chiffre d'affaires de 36,5 milliards d'euros et un EBITDA de 11 milliards d'euros.
En 2013, Enel vend sa participation dans le groupe gazier russe SeverEnergia à Rosneft pour 1,8 milliard de dollars.
En juillet 2014, Sharp et STMicroelectronics se désengagent de leur participation de 33,3 % dans Enel Green Power pour 1 euro symbolique en faveur d'Enel.
Le Trésor italien s'apprête à donner le coup d'envoi à la vente d'une tranche de 5 % à 6 % du capital d'Enel entre le 9 et le 20 février 2015 pour près de deux milliards d'euros ; sa part dans le capital d'Enel tombera ainsi à 25 %.
En mars 2015, Enel Green Power vend 49 % dans sa filiale d'Amérique du Nord, gérant 560 MW, à General Electric pour 440 millions de dollars.
Le 11 janvier 2016, l'assemblée générale d'Enel a adopté l'absorption de sa filiale Enel Green Power, jusqu'ici contrôlée à 68,3 %. Enel juge que les énergies vertes sont « au cœur de son business model » et y consacrera la moitié de ses investissements de croissance sur 2016-2019 (17 milliards d'euros). Elles doivent passer de 38 % du mix énergétique du groupe en 2014 à 52 % en 2019. Parallèlement, Enel a annoncé la fermeture de 23 centrales thermiques en Italie, et un programme de cession d'actifs de 6 milliards d'euros.
En novembre 2016, Enel annonce l'acquisition de l'entreprise brésilienne Celg-D à Eletrobras pour 647 millions de dollars.
En 2016, Xavier Caïtucoli, PDG et cofondateur de Direct énergie a annoncé l'achat d'une centrale de gaz de 400 mégawatts en Belgique, auprès d'Enel.
En juin 2018, Enel acquiert une participation de 73 % dans Eletropaulo pour 1,48 milliard de dollars, augmentant significativement son réseau électrique au Brésil.
En août 2021, Enel annonce l'acquisition d'activités hydroélectrique représentant une capacité de 527 MW appartenant à ERG pour 1 milliard d'euros.
En novembre 2022, Enel présente un plan de désendettement prévoyant 21 milliards € de cessions d'actifs, en particulier en Roumanie, au Pérou et en Argentine. Enel compte se retirer du marché du gaz et annonce une production d'électricité décarbonée à l'horizon 2025, avec un  plan d'investissement de 37 milliards € sur la période 2023-2025, dont environ 17 milliards € dans les énergies renouvelables.

## Activité
Enel est la principale compagnie d'électricité en Italie. Enel produit et distribue de l'électricité principalement en Europe, Amérique du Nord et Amérique latine. Enel a environ 42 000 Mégawatt de capacité productive et 30 millions de clients dans le secteur de l'électricité. Enel c'est aussi le second distributeur de gaz naturel en Italie derrière ENI, avec plus de 2 millions de clients et une part de marché de 12 %.
Dans son plan stratégique 2019-2021 présenté le 20 novembre 2018, Enel prévoit qu'en 2021, 62 % de l'énergie qu'il produira sera à zéro émission de carbone, contre 48 % en 2018 ; il entend augmenter de 11 600 MW ses capacités de production d'électricité à partir de sources renouvelables tout en retirant 7 000 MW de capacités thermiques ; 42 % de ses investissements bruts concerneront les énergies renouvelables et 40 % les réseaux. Le groupe va notamment se renforcer dans les pays où il a une présence intégrée, comme en Italie, Espagne, Chili et Brésil.
64 000 employés travaillent dans le Groupe Enel. La plupart gèrent 43 centrales thermoélectriques, 495 hydro-électriques, 31 sites géothermiques, 18 installations éoliennes, trois sites photovoltaïques... et une distribution de millions de kilomètres lignes électriques. Enel a engagé tous ses efforts en innovation et notamment en dispositifs électriques modernes qui permettent la lecture de tous les compteurs abonnés à distance.
Le groupe s'est également diversifié vers d'autres activités comprenant notamment la distribution d'eau et de gaz, les services de communication et Internet, ainsi que la gestion immobilière. Enel est présent dans le secteur des télécommunications (fixe et mobile), à travers New Wind, issu de la fusion en juillet 2001 entre Wind et Infostrada (17 millions d'abonnés).
| Pays               | Puissance installée Enel (2015) | Energie produite par Enel dans le pays (2014) | Pourcentage Enel sur le total | Energie totale produite dans le pays (2014) |
| Europe             | 59,1 GW                         | 178,3 TWh                                     |                               | 896 TWh                                     |
| ------------------ | ------------------------------- | --------------------------------------------- | ----------------------------- | ------------------------------------------- |
| Italie             | 30.810 MW                       | 71,8 TWh                                      | 24,0 %                        | 299 TWh                                     |
| Espagne & Portugal | 23.042 MW                       | 69,7 TWh                                      | 18,4 %                        | 377 TWh                                     |
| Slovaquie          | 4.032 MW                        | 20,6 TWh                                      | 85,8 %                        | 24 TWh                                      |
| Roumania           | 534 MW                          | 15,0 TWh                                      | 26,3 %                        | 57 TWh                                      |
| Belgique           | 406 MW                          | 0,7 TWh                                       | 0,8 %                         | 83 TWh                                      |
| Grèce              | 308 MW                          | 0,5 TWh                                       | 0,9 %                         | 56 TWh                                      |
| Amérique du Nord   | 2,1 GW                          | 6,4 TWh                                       |                               | 4.718 TWh                                   |
| USA & Canada       | 2.083 MW                        | 6,4 TWh                                       | 0,1 %                         | 4.718 TWh                                   |
| Amérique Centrale  | 1,0 GW                          | 2,8 TWh                                       |                               | 320 TWh                                     |
| Panama             | 312 MW                          | 1,1 TWh                                       | 15,7 %                        | 7 TWh                                       |
| Mexique            | 495 MW                          | 0.8 TWh                                       | 0,2 %                         | 296 TWh                                     |
| Guatémala          | 164 MW                          | 0,7 TWh                                       | 8,7 %                         | 8 TWh                                       |
| Costa Rica         | 55 MW                           | 0,2 TWh                                       | 2,2 %                         | 9 TWh                                       |
| Amérique du Sud    | 17,5 GW                         | 62,8 TWh                                      |                               | 813 TWh                                     |
| Chili              | 6.886 MW                        | 20 TWh                                        | 31,7 %                        | 63 TWh                                      |
| Argentine          | 4.400 MW                        | 14,4 TWh                                      | 12,1 %                        | 119 TWh                                     |
| Colombie           | 3.000 MW                        | 13,5 TWh                                      | 21,7 %                        | 62 TWh                                      |
| Pérou              | 1.900 MW                        | 9,1 TWh                                       | 23,9 %                        | 38 TWh                                      |
| Brésil             | 1.353 MW                        | 5,8 TWh                                       | 1,1 %                         | 531 TWh                                     |
| Asie               | 8,9 GW                          | 42,4 TWh                                      |                               | 1.057 Twh                                   |
| Russie             | 8.944 MW                        | 42,4 TWh                                      | 4 %                           | 1.057 TWh                                   |
| Afrique            | 0,4 GW                          | 0,8 TWh                                       |                               | 21 TWh                                      |
| Maroc              | 880 MW                          | 0,8 TWh                                       | 3,8 %                         | 21 TWh                                      |
| Total              | 89,0 GW                         | 293,5 TWh                                     |                               | 7.825 TWh                                   |

## Organisation
Le groupe est organisé en secteurs et filiales.
- Réseau de transport haute tension
  - Terna (sortie du groupe Enel en 2005)
- secteur production : Generazione ed Energy Management :
  - Enel Produzione SpA ;
  - Enel Green Power SpA ;
  - Conphoebus SpA ;
  - Elettroambiente SpA ;
  - Enel Trade SpA ;
  - B&F Logistics SpA ;
  - Gruppo Electra de Viesgo ;
- Distribution d'électricité
  - Enel Distribuzione SpA (propriétaire et gestionnaire du réseau basse tension);
  - Enel Energia SpA;
- Distribution et vente de gaz naturel
  - Enel Gas
- Services
  - Enel.si
- Téléphonie
  - Wind Telecomunicazioni SpA (vendue à Naguib Sawiris en 2005)

## Internationalisation
Depuis la privatisation en 1999, Enel a conclu un certain nombre d'accords internationaux et prises de participations majoritaires dans des producteurs comme :
- Slovaquie : Slovenské elektrárne, parc de production de 7 000 MW. Enel doit achever d'ici respectivement, fin 2018 et fin 2019, la construction du troisième et du quatrième réacteur de Mochovce (2x470Mw)[43].
- Grèce, avec EnelCO deux centrales mixtes au gaz de 430 MW chacune, construction d'une unité de 127 MW éoliens,

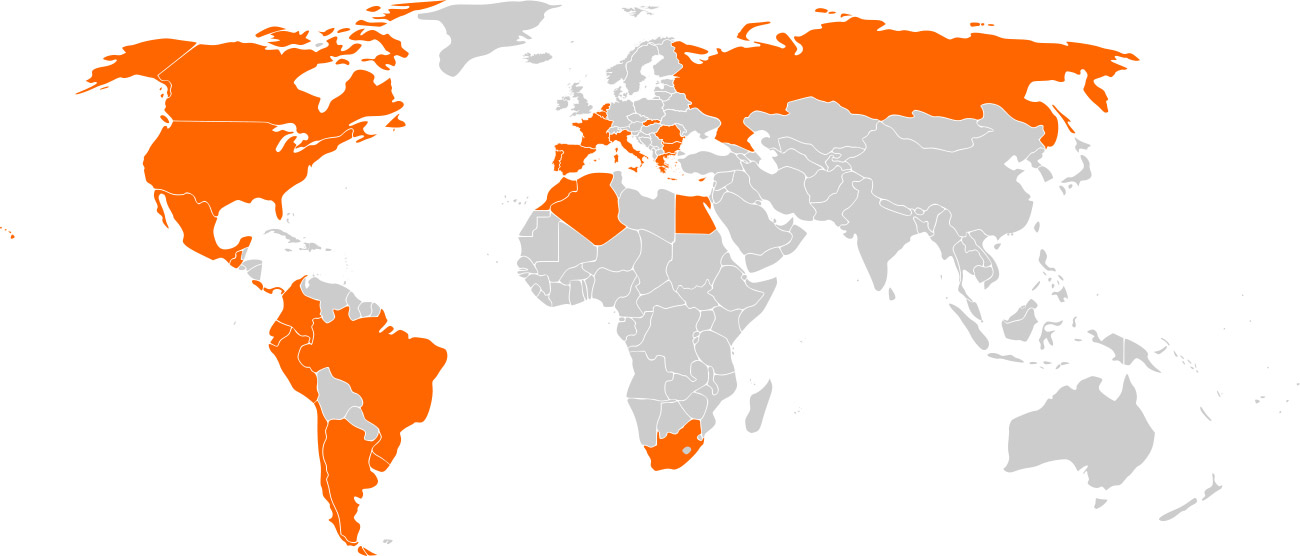
Sites de production d'électricité d'Enel dans le monde

- Espagne. En janvier 2002, Enel rachète pour 1,87 milliard d'euros, la société Viesgo, filiale d'Endesa et cinquième électricien espagnol. Cette société est active tant dans la distribution d'énergie électrique, dans les régions autonomes des Asturies, de Cantabrie, de Castille et Galice, que dans la production, avec des usines en Andalousie, dans l'Aragon, les Asturies, la Cantabrie, la région de Castille-La Manche, Castille-et-León et Catalogne. Elle détient 5 % de la puissance installée en Espagne et 2,4 % du marché de la distribution, avec une capacité installée de 2 200 MW, elle est la 1re producteur du pays, avec sa société Enel Viesco présente dans le pays. En début d'année 2007, l'allemand E.ON s'apprêtait à lancer une OPA hostile sur l'espagnol Endesa. Enel et le groupe espagnol Acciona ont été appelés comme chevaliers blancs et ont fait une contre proposition ce qui obligea l'allemand à retirer son OPA. Enel a donc racheté pour 43 Md€ 67 % du groupe Endesa et devient ainsi le second électricien européen, derrière EDF. En février 2009, Enel rachète pour 11 milliards d'euros, les 25 % d'Endesa que possédait Acciona. Enel possède désormais 92 % d'Endesa[44].
- France: La filiale française d'Enel, Enel France, est créée en janvier 2007. L'activité première est basée sur la commercialisation aux clients industriels. Après la finalisation de l'opération sur le groupe Endesa, Enel devient l'actionnaire majoritaire de la SNET Société nationale d'électricité et de thermique qui est cédée immédiatement à E-On. Le rachat de Erelis permet à Enel d'acquérir un portefeuille de projets de parcs éoliens de 500 MW.
- Belgique, avec Duferco construction d'une unité gaz de 420 MW,
- Turquie,
- Bulgarie, une centrale thermoélectrique de 840 MW, la plus puissante du pays,
- Roumanie, rachat de deux sociétés de distribution, Electrica Banat et Electrica Dobrogea qui couvrent 20 % du réseau, rachat de Electrica Muntenia en 2006 qui exploite le réseau de Bucarest,
- Russie, reprise de la centrale NWTPP de 900 MW qui alimente S. Petersbourg, rachat de RusEnergoSbyt qui dessert les plus gros industriels russes, et rachat en 2007 des actifs gaz de Yukos en association avec l'italien ENI : Articgaz, Urengoil et NeftegazTechnologia,
- USA & Canada, Enel North America dispose de centrales traditionnelles de 1000 MW et développe avec TradeWind Energy un programme de 1000 MW d'éoliennes.
- Chili, deux centrales hydroélectriques en service de 600 MW et construction de deux centrales géothermiques de 40 MW,
- Panama, rachat de EGE Fortuna qui dispose de centrales hydroélectriques d'une capacité de 300 MW,
- Costa Rica - Nicaragua - ElSalvador - Guatemala - Brésil,

## Histoire en France
La présence du géant italien sur le sol français n'est pas récente. En effet, Enel a participé à la création et au financement à hauteur de 33,33 % de la centrale de surgénération Superphénix de Creys-Malville dans l'Isère dont Ansaldo avait fourni la partie génératrices).
En 2005, au travers de plusieurs accords, le groupe italien Enel entend asseoir sa présence sur le marché français de l'électricité : 
- Dans le cadre de la dérégulation progressive du marché de l'électricité en France, le groupe espère pénétrer progressivement le marché français de l'électricité. Dans ce cadre EDF devrait céder à l'Enel l'équivalent d'une capacité de production de 200 MW en 2006, puis à nouveau 200 MW supplémentaires chaque année, pour atteindre finalement 1 200 MW.
- Enel devrait construire au moins deux centrales à cycle combiné gaz (400 MW l'unité) dans le nord de la France, qui seront ensuite vendues à EDF.
- Le groupe devrait acheter les 35 % restants du capital de SNET, qui est le premier fournisseur indépendant d'électricité en France, pour un montant de l'ordre de 300 M€ (65 % appartenant à Endesa). Désormais pour parfaire sa stratégie, le groupe doit se constituer un portefeuille clients. Dans cette optique, il pourrait s'intéresser aux nouveaux entrants sur le marché français de l'électricité (Poweo, Direct Énergie).

En décembre 2010, Enel devient le seul fournisseur d'électricité du groupe Carrefour. Le groupe devait aussi participer au projet nucléaire EPR au côté d'EDF, avec une part de 12,5 % du projet et un investissement de l'ordre de 300/350 M€ qui devait garantir à l'Enel une capacité de production d'électricité de l'ordre de 1 000/1 500 MW pour 60 ans. Cependant, le 1er décembre 2012, au lendemain de l'annonce d'une nouvelle hausse du coût du projet de 2 milliards d'euros, Enel annonce son retrait du projet de construction de l'EPR. En décembre 2016, Enel France est racheté par le groupe Quadran, spécialisé dans la production d'énergies renouvelables en France, pour renforcer sa filiale Énergies libres.

## Données boursières
Actionnaires principaux : 2005 Flottant 67,8 %, État italien 32,2 %.